# Recuerda cuándo
Recuerda cuando va ser una sèrie de televisió emesa per TVE el 1987.

## Argument
Marta (Tina Sáinz) i Andrés (Manuel Galiana) són una parella que ha iniciat els tràmits judicials de divorci i divisió de béns, després d'un temps de separació. El retrobament farà que rememorin no sense certa dosi de nostàlgia els temps viscuts i les experiències compartides, la qual cosa els portarà algun problema amb les seves noves parelles. En una sèrie de flashback, el fil argumental transcorre al llarg de gairebé 20 anys d'història d'Espanya, entre 1968 i 1987.

## Localitzacions
La sèrie, rodada en format vídeo, es va gravar en les localitats de Madrid i San Lorenzo del Escorial.

## Llista d'episodis
- El reencuentro — 7 d'octubre de 1987
- El amor — 14 d'octubre de 1987
- Las chicas — 21 d'octubre de 1987
- La trampa — 11 de novembre de 1987
- La soledad — 18 de novembre de 1987
- El engaño — 25 de novembre de 1987
- El amante — 2 de desembre de 1987
- El accidente — 9 de desembre de 1987
- El ático — 16 de desembre de 1987